# Association européenne des étudiants en pharmacie
 (avril 2025).
Motif : Ressemble à une page institutionnelle. Insuffisamment de sources secondaires centrées pour étayer la notoriété encyclopédique requise. Cf WP:CAA 
- Archive Wikiwix
- Bing
- Cairn
- DuckDuckGo
- E. Universalis
- Gallica
- Google
- G. Books
- G. News
- G. Scholar
- Persée
- Qwant
- (zh) Baidu
- (ru) Yandex
- (wd) trouver des œuvres sur Wikidata

| 1. | Préciser le motif de la pose du bandeau. | Précisez le motif de la pose du bandeau en utilisant la syntaxe suivante : {{admissibilité à vérifier\|date=mai 2025\|motif=remplacez ce texte par le motif}}                                                          |
| 2. | Informer les utilisateurs concernés.     | Pensez à avertir le créateur de l'article, par exemple, en insérant le code ci-dessous sur sa page de discussion : {{subst:avertissement admissibilité à vérifier\|Association européenne des étudiants en pharmacie}} |

L’Association européenne des étudiants en pharmacie (European Pharmaceutical Students’ Association ou EPSA) est une association à but non lucratif, apolitique, non gouvernementale et aconfessionnelle qui représente 41 associations d’étudiants en pharmacie de 35 pays, soit près de 120 000 étudiants à travers l’Europe.
Son objectif principal est de « développer les intérêts et les opinions des étudiants en pharmacie d’Europe et d’encourager le contact et la communication entre eux ». Par ailleurs, la devise d’EPSA « En rassemblant la pharmacie, les connaissances et les étudiants » reflète sa volonté de promouvoir les idées et opinions de tous les étudiants en pharmacie d’Europe dans le but d’améliorer l’éducation, la profession pharmaceutique et les avancées scientifiques concernant la pharmacie.
Le siège social d’EPSA se situe à Bruxelles en Belgique, dans les bureaux du Groupe Pharmaceutique de l’Union européenne (Pharmaceutical Group of the European Union ou PGEU). Le vice-président des relations externes y travaille en permanence, en collaborant avec le PGEU sur la promotion du rôle du pharmacien en tant qu’acteur-clé de la santé publique. Avant de s’installer à Bruxelles, le siège social d’EPSA était situé à Leyde aux Pays-Bas.

## Historique
En 1978, l’Association nationale des étudiants en pharmacie de France (ANEPF) invita des étudiants d’autres pays d’Europe à leur congrès annuel à Nancy. Le but de cette invitation était de discuter des directives de la Communauté européenne à venir concernant la reconnaissance mutuelle des diplômes de Pharmacie, et de comparer les études entre différents pays. Cependant, il s’est avéré que la tâche était bien plus difficile que prévu, et que cela nécessiterait plus de temps à achever. De plus, tous les participants exprimèrent le besoin de discuter davantage entre eux. Par conséquent, ils proposèrent la mise en place d’un sous-comité européen (European Sub-Committee ou ESC) à la Fédération internationale des étudiants en pharmacie (International Pharmaceutical Student’s Association ou IPSF) afin d’en discuter, décision appliquée plus tard cette même année au congrès annuel d’IPSF à Édimbourg, au Royaume-Uni.
Le sous-comité européen devint indépendant quatre ans plus tard en 1982 et fut rebaptisé Comité européen des étudiants en pharmacie. Il fut officiellement enregistré au tribunal d’Illkrich en France. L’objectif principal de cette association était d’œuvrer pour la reconnaissance mutuelle des diplômes de pharmacie au sein de l’Europe, facilitant ainsi la mobilité des pharmaciens.
EPSA a acquis son nom actuel dix ans après son indépendance au 15e congrès annuel à Helsinki, en Finlande, et fut officialisée après le 16e congrès annuel à Tübingen en Allemagne, en 1993.

## Structure

### Assemblée générale
D’après les statuts de l’association regroupés sous l’expression « Termes de référence et règlement intérieur (Terms Of Reference and Standing Orders ou TORSO) », le corps de l'EPSA ayant le pouvoir de décision le plus élevé est l’Assemblée générale. Les assemblées générales sont tenues deux fois par an, la première pendant le congrès annuel en avril, puis à l’Assemblée d’automne en octobre. Cela permet aux associations de travailler de manière plus fluide, tout en prenant des décisions importantes, telles que des modifications du TORSO.
Les membres ordinaires de l'EPSA ont le droit de vote à chaque scrutin proposé par l’association. Pour cela, ils doivent impérativement présenter le rapport annuel ainsi que le rapport de mi-mandat de leur secrétaire de liaison (en la personne du vice-président international de l’ANEPF pour la France), et payer les frais d’adhésion à EPSA.

### Conseil parlementaire
Le conseil parlementaire est l’autorité qui supervise l’association, s’assurant que les décisions prises sont en accord avec les statuts de l’association, et qui intervient lorsqu’elles ne le sont pas. Le conseil parlementaire est composé de trois membres, l’un d’eux étant élu en tant qu’expert en procédures parlementaires (Parliamentarian). Tous les membres doivent provenir de pays différents.

### Officiels

#### Bureau
Le bureau d’EPSA (Executive) gère les affaires de l’association et coopère avec les membres afin d’atteindre les objectifs de l'EPSA.
Le sous-comité européen (ESC) a commencé avec un seul membre au sein du bureau, le président. Toutefois, avec l’augmentation de la quantité de travail, la nécessité d’ajouter des membres supplémentaires à la direction s’est révélée évidente. La direction a été initialement élue au congrès IPSF. Cependant à partir de 1982, elle a été élue pour la première fois à un congrès ESC à la suite de la scission entre ESC et IPSF. Jusqu’à 1998, la direction (composé du président, vice-président, secrétaire et trésorier) était élue au congrès, tandis que le reste du bureau était nommé. À partir de 1998, le bureau entier a été élu au congrès, et assisté par un certain nombre de sous-comités.
Après cela, des modifications ont également été opérées au sein du bureau avec l’introduction du chargé de mission Partenariats et du chargé de mission Union européenne. Le chargé de mission Partenariats fut chargé de s’assurer que l'EPSA ait des revenus stables à travers des partenariats avec des entreprises et organisations spécifiques. Le chargé de mission Union européenne fut chargé de s’assurer qu’EPSA soit un acteur influent dans un cadre politique au niveau européen et que la voix des étudiants en pharmacie européens soit effectivement entendue.
Plus tard, d’autres postes ont été introduits dans le bureau de l'EPSA
- Président : Catarina Nobre, Portugal

- Vice-président Education : Raluca Radu, Roumanie

- Secrétaire général : Eva Shannon Schiffrer, Slovénie

- Trésorier : Patrick Jongeleen, Pays-Bas
- Vice-Président des relations internes : Crtomir Fleisinger, Slovénie

- Vice-président Communication : Charlotte Jacobs, Belgique

- Vice-président des Affaires Européennes : Jan de Belie, Belgique

- Vice-président des relations externes : Ana Marcellino, Portugal

- Président précédent (Immediate Past President ou IPP), : Katazryna Swiderek, Pologne

#### Secrétaires de liaison
Les secrétaires de liaison d’EPSA (Liaison Secretaries ou LS) sont élus ou nommés par les associations membres et leur tâche principale est d’assurer la mise en place des projets de l'EPSA au niveau local et d’établir la connexion entre le bureau de leur association nationale (en l’occurrence l’ANEPF pour la France) et le bureau d’EPSA. Les secrétaires de liaison sont également délégués officiels et ont le droit de vote à l’Assemblée générale.

#### Comités de travail
Les comités de travail (Working Committees ou WC) ont été introduits au sein de la structure d’EPSA au 27e congrès annuel tenu à Pomporovo en Bulgarie, en 2004. Chaque comité de travail est composé d’un représentant de chaque association membre et d’un directeur élu. Chaque comité de travail est responsable d’un domaine spécifique de la profession pharmaceutique ou d’un sujet d’intérêt particulier des étudiants en pharmacie, et de l’entretien de tous les projets de l'EPSA entrant dans son domaine d’action. Il y a sept comités de travail au sein d’EPSA : Développement professionnel, Santé publique, Humanitaire, Sciences pharmaceutiques, Mobilité, Éducation et Promotion de la pharmacie.

#### Comité des coordinateurs du Projet de Mobilité Individuelle (IMP)
Le Comité des coordinateurs de l’IMP travaille dans le but de développer le Projet de Mobilité Individuelle d’EPSA en général. Il est composé du coordinateur central de l’IMP et de coordinateurs nationaux/locaux de l’IMP qui sont les représentants de chaque association membre d’EPSA prenant part au projet.
Le coordinateur central de l’IMP est élu, de la même façon que les officiels d’EPSA à l’assemblée générale d’EPSA, tandis que les coordinateurs nationaux/locaux sont élus (ou nommés) par l’association nationale/locale qu’ils représentent.

#### Chargés de mission
Les chargés de mission (Officers) ont pour mission de s’occuper des aspects administratifs et techniques de l’association. EPSA a cinq chargés de mission : chargé de mission Information Technologie, chargé de mission Design, chargé de mission Information, chargé de mission Formation et chargé de mission Evènementiel.

#### Comité d’audit
Les comptes d’EPSA doivent être contrôlés par le comité d’audit (Audit Committee), qui devrait présenter un communiqué à l’Assemblée générale. Le Comité d’audit est composé d’au moins deux membres nommés par le Conseil parlementaire et qui de préférence devraient provenir de différents pays.

#### Président du comité de réception
Le congrès annuel d’EPSA est l’événement le plus important de tout le calendrier d’EPSA. C’est un événement organisé conjointement par EPSA et l’association-hôte. Dans le but d’assurer son succès, un comité de réception (Reception Committee ou RC) est établi, présidé par le président du RC, qui est nommé en tant qu’officiel d’EPSA et invité aux réunions du bureau dans le but d’assurer une bonne communication entre l’équipe d’EPSA et le RC, et par conséquent un évènement réussi.

#### Sous-comité financier
Les sous-comités sont composés de quatre personnes maximum, chargé de mission inclus, et ils doivent s’efforcer de remplir les tâches assignées par le bureau ou l’Assemblée générale. Le sous-comité financier est composé de trois personnes qui doivent provenir de pays différents. Ils doivent porter leurs recherches sur les opportunités de revenus permanents disponibles en Europe, et également sur le développement des candidatures aux bourses.

### Organisations membres
Les associations membres ordinaires d’EPSA sont les associations nationales d’étudiants en Pharmacie de pays appartenant géographiquement à l’Europe, qui sont reconnus par le Conseil de l’Europe en tant que pays indépendants. EPSA a également des membres associés. Ce sont des associations d’étudiants en pharmacie qui ne représentent pas la majorité des facultés dans un pays, ou des associations nationales qui ont intégré EPSA il y a moins d'un an. EPSA a 27 membres ordinaires et 5 membres associés, qui sont :
- AEFFUL† Association des étudiants de la Faculté de Pharmacie de l’Université de Lisbonne (Associação dos Estudantes da Faculdade de Farmácia da Universidade de Lisboa) - Lisbonne, Portugal
- AHUPS† Association des étudiants en pharmacie de l'université d'Hacettepe (Hacettepe Üniversitesi Eczacılık Öğrencileri Birliği) - Ankara, Turquie
- AISF Association italienne des étudiants en pharmacie (Associazione Italiana Studenti di Farmacia) - Italie
- ANEPF Association nationale des étudiants en pharmacie de France - France
- APEF Association portugaise des étudiants en pharmacie (Associação Portuguesa de Estudantes de Farmácia) - Portugal
- ArmPSA† Association arménienne des étudiants en pharmacie (Armenian Pharmacy Students' Association) - Arménie
- Asep association suisse des étudiants en pharmacie - Suisse
- BHPSA Association des étudiants en pharmacie de Bosnie-Herzégovine - Bosnie-Herzégovine
- BPhD Association des étudiants en pharmacie d’Allemagne (Bundesverband der Pharmaziestudierend en Deutschland) - Allemagne
- BPhSA Association bulgare des étudiants en pharmacie (Българска фармацевтична студентска асоциация) - Bulgarie
- BPSA Association des étudiants en pharmacie britanniques (British Pharmaceutical Students' Association) - Royaume-Uni
- CPSA Association croate des étudiants en pharmacie et biochimie médicinale (Udruga studenata farmacije i medicinske biokemije Hrvatske) - Croatie
- FASFR Fédération des Associations des étudiants en pharmacie de Roumanie (Federatia Asociatilor Studentilor Farmacisti din Romania) - Roumanie
- FEEF Fédération espagnole des étudiants en pharmacie (Federación Española de Estudiantes de Farmacia) - Espagne
- FiPSA Association finlandaise des étudiants en pharmacie - Finlande
- GPSF Fédération grecque des étudiants en pharmacie - Grèce
- HUPSA Association hongroise des étudiants en pharmacie (Magyar Gyógyszerészhallgatók Egyesülete) - Hongrie
- IUPSA Association internationale des étudiants en pharmacie de l’université d’Istanbul - Turquie
- K.N.P.S.V. Association néerlandaise royale des étudiants en pharmacie (Koninklijke Nederlandse Pharmaceutische Studenten Vereniging) - Pays-Bas
- LPSA Association lettonienne des étudiants en pharmacie (Latvijas Farmacijas Studentu Asociacija) - Lettonie
- MPSA Association des étudiants en pharmacie de Macédoine (Студентски Сојуз на Фармацевти на Македонија) - FYROM
- MPSA Association maltaise des étudiants en pharmacie - Malte
- NAPSer Association nationale des étudiants en pharmacie de Serbie (Nacionalna Asocijacija Studenata Farmacije-Srbija) - Serbie
- NoPSA Association norvégienne des étudiants en pharmacie - Norvège
- SPSA Association slovaque des étudiants en pharmacie - Slovaquie
- SFD Association des étudiants en pharmacie - Lituanie
- SNAPS Association nationale suédoise des étudiants en pharmacie - Suède
- SoP Étudiants en sciences pharmaceutiques - Danemark
- SSFB† Société des étudiants en pharmacie de Bucarest (Societatea Studentilor in Farmacie Bucuresti - Bucarest, Roumanie
- SSSFD Section étudiante de la Société pharmaceutique slovène (Študentska sekcija Slovenskega farmacevtskega društva) - Slovénie
- USF Union des étudiants en pharmacie (Unie Student Farmacie) – République tchèque
- YP Jeune Pharmacie (Mloda Farmacja) – Pologne

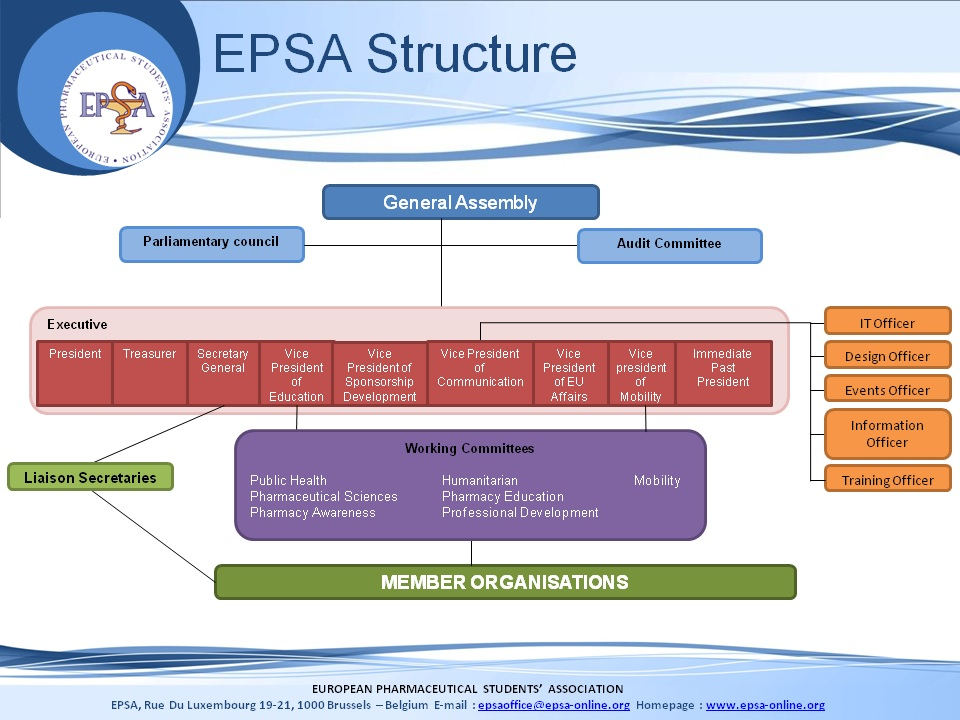
La structure d’EPSA

† Membres associés

### Conseil des administrateurs
Le conseil des administrateurs (Board of Trustees) est constitué de professionnels du domaine pharmaceutique qui assistent le bureau d’EPSA à travers leur expertise et leurs relations. Les membres de Conseil des Administrateurs d’EPSA sont :
- Prof. Bart Rombaut
- Dr. D. Tromp
- Jaka Brumen
- Ivana Silva
- Prof. Ian Bates
- Dr. Hubertus Cranz
- Dr. Catherine Duggan
- Dr. Graham Davies
- Prof. Momir Mikov
- Dr.Raisa Laaksonen
- Dr. Hans Linden

### Membre honorifique à vie
Le titre de membre honorifique à vie (Honorary Life Member ou HLM) récompense les personnes qui ont effectué un travail remarquable pour l’association. Grâce à leur travail, EPSA s’est remarquablement rapprochée de ses objectifs, avec professionnalisme et excellence. Les HLM sont élus par l’Assemblée générale avec une majorité aux deux-tiers. Les personnes suivantes sont membres honorifiques à vie d’EPSA :
- 2000 Niamh Fitzgerald
- 2001 Ivana Silva
- 2002 Diogo Cruz
- 2002 Micheal Gafa
- 2003 Sean McAteer
- 2003 Lucija Sotosek
- 2004 Jorrit Peter Neumann
- 2006 Timo Mohnani
- 2007 Vaiva Deltuvaitė
- 2007 Jaka Brumen
- 2008 Alena Petrikova
- 2009 Boštjan Čeh
- 2009 Jūratė Švarcaitė

## Événements

### Congrès annuel
Le congrès annuel d’EPSA est l’événement le plus important du calendrier d’EPSA, et est habituellement tenu en avril. C’est l’opportunité pour tous les membres d’EPSA de se rencontrer, de discuter d’EPSA et de la profession de pharmacien en général. Il réunit un programme éducationnel (ateliers et formations), un programme social et la première assemblée générale d’EPSA de l’année est tenue durant cet évènement. Le congrès annuel d’EPSA dure 7 jours et 6 nuits. Cette année, la 33e édition du congrès se tiendra du 26 avril au 2 mai 2010 à Cracovie, en Pologne.
C’est l’occasion de réunir les délégués de toutes les associations membres et de régénérer leur esprit et enthousiasme pour l’année à venir. Pendant le congrès, la nouvelle équipe d’EPSA est élue pour un mandat d’un an par les membres ordinaires d’EPSA.

### Assemblée d’automne
L’assemblée d’automne d’EPSA est le deuxième évènement le plus important de l’année, et a lieu généralement en octobre. L’objectif de l’Assemblée d’automne est de fournir l’opportunité aux membres d’EPSA d’examiner le travail de l’association au milieu du mandat, et en même temps de renouveler leur motivation et dévotion envers EPSA. C’est aussi lors de cet événement que se tient la deuxième Assemblée générale de l’année.
À partir de 2004, l’assemblée d’automne a été organisée en collaboration avec la Société européenne de la pharmacie clinique (European Society of Clinical Pharmacy ou ESCP) en réunissant trois événements : le 2e congrès annuel d’EPSA, le symposium des étudiants EPSA/ESCP et le symposium d’ESCP.
En 2009, EPSA a organisé pour la première fois l’Assemblée d’automne de Gênes, en Italie, en collaboration avec l’Association pour l’information sur les médicaments (Drug Information Association ou DIA). Le premier symposium EPSA/DIA s'est quant à lui tenu lors de cette même assemblée d'automne à Nice, en France.

### Université d’été
L’université d’été est le 3e événement principal d’EPSA de l’année, et elle a lieu généralement fin juillet. Cet événement est caractérisé par un programme éducationnel et social. À la différence des autres évènements d’EPSA mentionnés précédemment, il n’y a pas d’assemblée générale durant cette semaine. Cette année, la 12e édition de l’université d’été d’EPSA aura lieu du 18 au 24 juillet 2010 à Bourgas, en Bulgarie, avec pour thème éducationnel les maladies neurodégénératives.

### Réception annuelle
La Réception annuelle est organisée chaque année, habituellement en février à Bruxelles en Belgique, au siège d’EPSA. L’objectif principal de cet évènement est, pour l’équipe d’EPSA, de présenter leurs travaux et projets au conseil des administrateurs d’EPSA, aux partenaires et toute institution qui pourrait être intéressée par le travail d’EPSA. Cet évènement est structuré de façon à permettre des discussions en table ronde, présidée par le président d’EPSA, afin d’améliorer le travail d’EPSA et ses projets grâce à l’expérience et aux idées de ces professionnels.
Le thème de la Réception annuelle est choisi chaque année par le bureau d’EPSA. En 2009/2010, le thème choisi était le Projet de Mobilité Individuelle d’EPSA (IMP).

### Symposium des Etudiants en Santé du Monde
Le Symposium des Étudiants en Santé du Monde (World Healthcare Students’ Symposium ou WHSS) est une conférence multidisciplinaire répartie sur quatre jours, rassemblant des étudiants en Santé du monde entier. Le premier symposium commun aux étudiants en Santé du monde a eu lieu à Malte du 7 au 12 novembre 2005. Il a réuni 230 étudiants en médecine, pharmacie, et infirmerie de 42 pays différents lors d’un forum international. La conférence avait pour but de générer une entente et des discussions entre les professions, développer des compétences, la sensibilisation sur différents concepts, et ainsi de faire des étudiants des partisans d’une approche coopérative et multidisciplinaire des soins centrés sur le patient afin d’optimiser les résultats en matière de santé.
Un certain nombre d’associations travaillent conjointement afin de concrétiser cet événement chaque année, dont EPSA. Les autres associations impliquées sont les suivantes :
- La Fédération internationale des associations d’étudiants en médecine (International Federation of Medical Students’ Associations ou IFMSA)
- La Fédération internationale des étudiants en pharmacie (International Pharmaceutical Students’ Federation ou IPSF)
- L’Association européenne des étudiants en infirmerie (European Nursing Students’ Association ou ENSA)
- Le Conseil international des infirmiers – Réseau étudiant (International Council of Nurses – Student Network ou ICN-SN)
- L’Association européenne des étudiants en médecine (European Medical Students’ Association ou EMSA)

## Publications

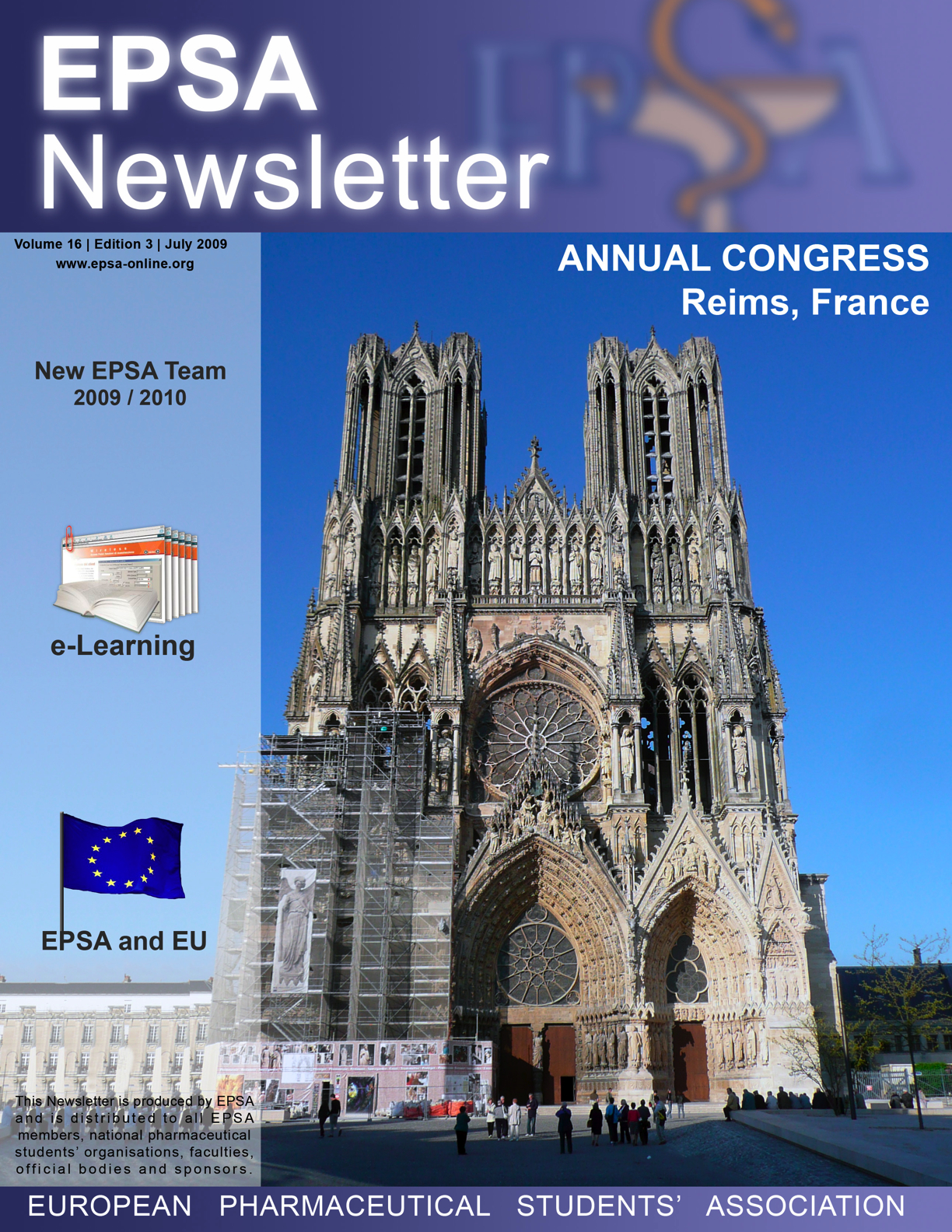
La newsletter d’EPSA.

### Newsletter
La newsletter d’EPSA est le magazine officiel d’EPSA. Elle est publiée trois fois par an, et distribuée à tous les membres d’EPSA, à leurs organisations partenaires et leurs sponsors. La newsletter contient des articles des officiels d’EPSA, de membres et de professionnels. Son objectif est de diffuser les dernières avancées d’EPSA concernant ses projets et d’échanger des connaissances et expériences parmi eux. En abordant une grande variété de sujets, elle contribue également à la communication entre les étudiants de pays membres souhaitant partager des idées, des commentaires et des expériences. De plus, elle met en évidence les questions importantes concernant les étudiants en pharmacie d’Europe et de diffuser les informations relatives aux futurs évènements.
Chaque membre d’EPSA reçoit des copies de la newsletter qui sont ensuite distribués aux étudiants à travers l’Europe, ainsi qu’aux observateurs d’EPSA et aux associations professionnelles, qui est tirée à 5 000 copies par édition.

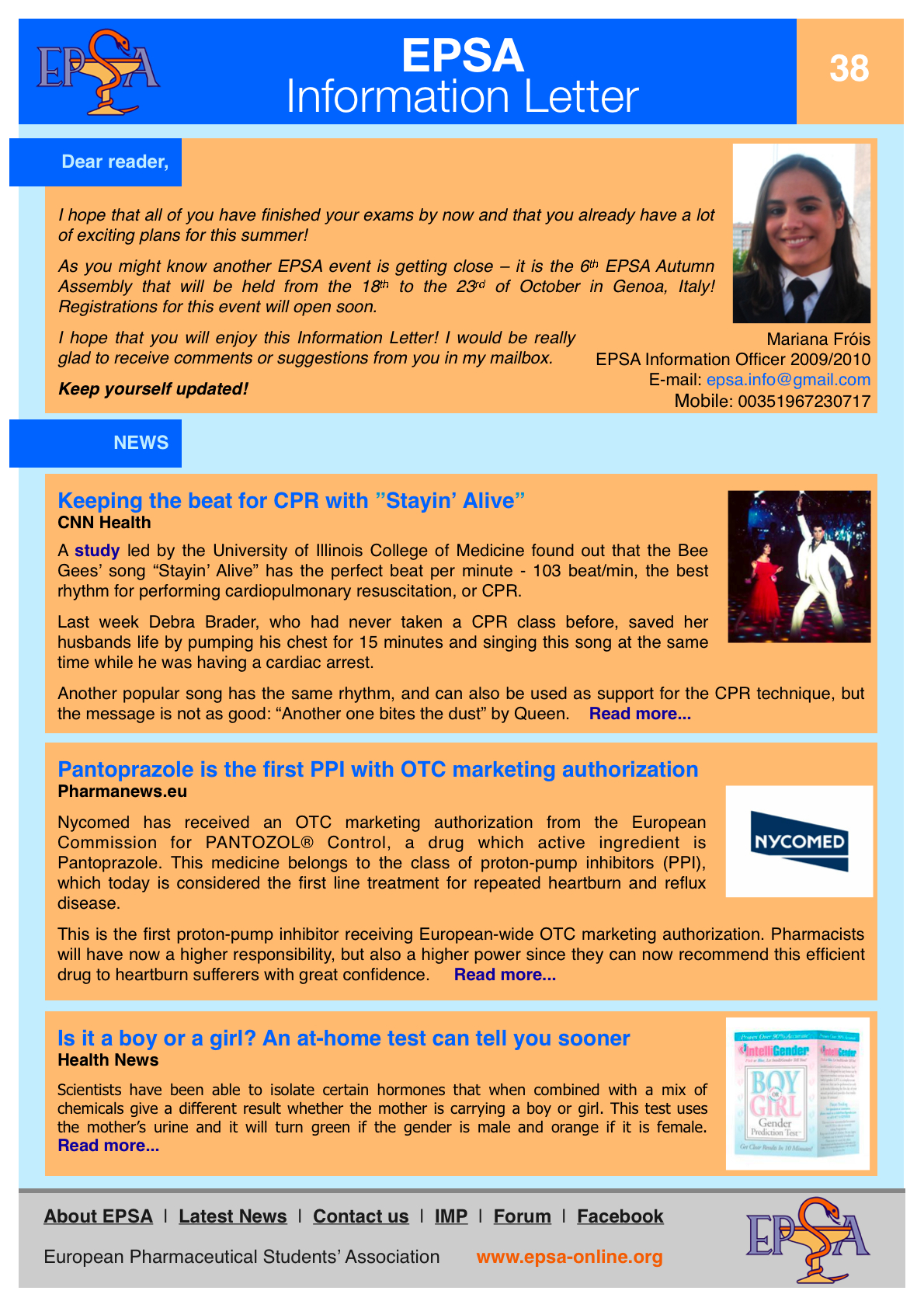
La Lettre d’Information d’EPSA.

### Lettre d’information
La lettre d’information d’EPSA vise à contenir des informations pertinentes et utiles pour les étudiants en pharmacie européens. Elle est publiée chaque mois par le chargé de mission Information et aborde des sujets pertinents provenant des principaux professionnels et associations étudiantes de l’UE, des sujets tels que les actualités et découvertes scientifiques relatives à la Santé, ainsi qu’un bref résumé sur les articles scientifiques pertinents. La lettre d’information est envoyée par courriel à tous les étudiants, enseignants et professionnels inscrits à l’e-groupe EPSA News. Elle est également disponible sur le site officiel d’EPSA.

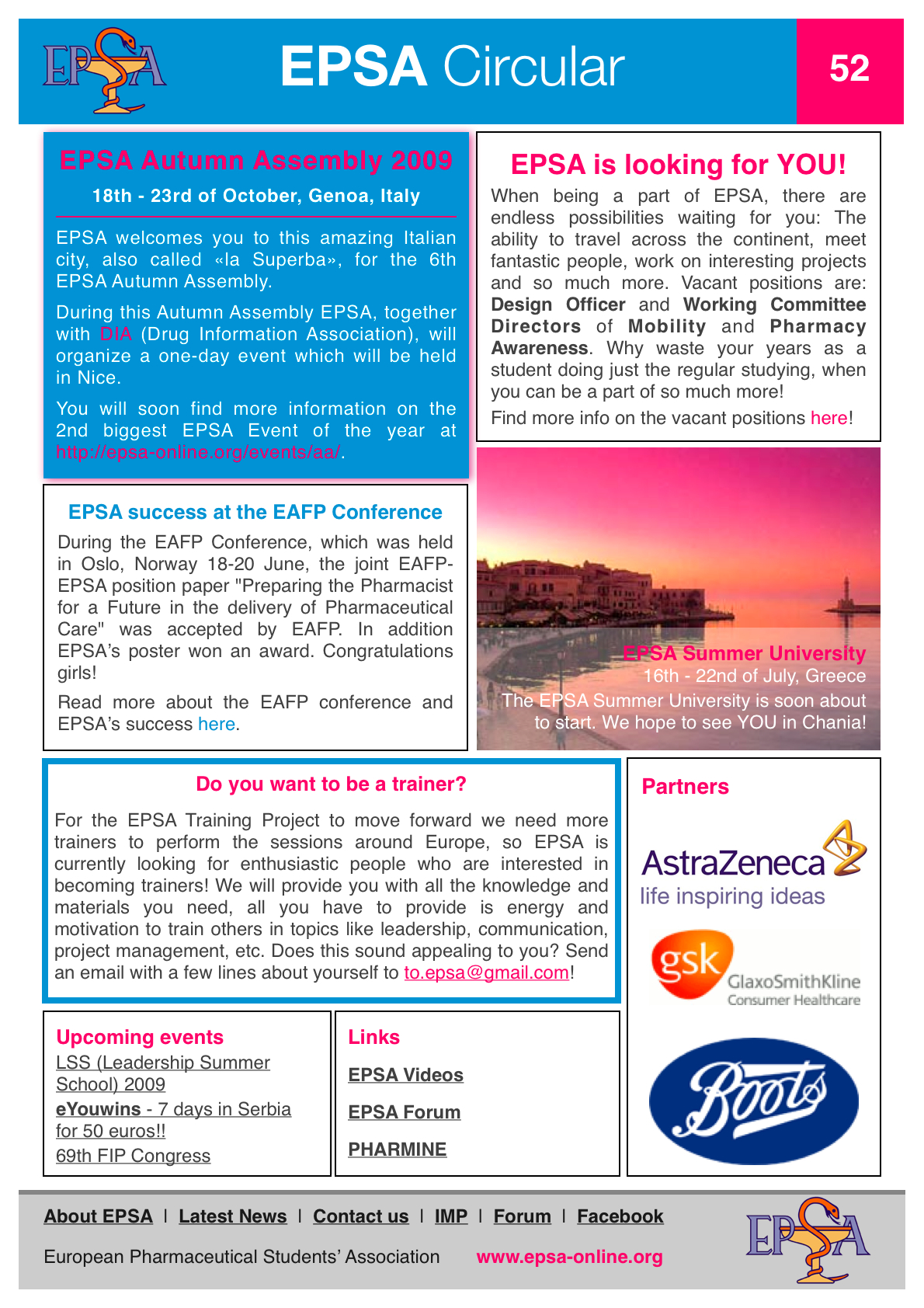
Le circulaire d'EPSA.

### Circulaire
Le circulaire d’EPSA contient les informations les plus récentes concernant les projets et les activités de l’association. C’est un support de promotion des activités et de distribution des comptes-rendus et communiqués de presse issus des évènements. C'est un moyen de communication très efficace permettant de toucher un grand nombre d'étudiants.
La circulaire est envoyée par courriel deux fois par mois à tous ceux qui sont inscrits sur l’e-groupe EPSA News, et est également en ligne sur le site officiel d’EPSA. Chaque association membre reçoit cette publication en version électronique et est responsable de l’imprimer et de la distribuer à ses étudiants.

### Livret des Rapports
Le Livret des rapports est publié chaque année et a pour but de présenter les conclusions tirées par l’équipe d’EPSA lors de son mandat. Il inclut les conclusions tirées des ateliers, ainsi que les résultats du questionnaire annuel d’EPSA et les communiqués de presse. Le président précédent (IPP) est responsable de compiler des informations et de les publier.
Il est envoyé à tous les étudiants, aux organisations professionnelles et gouvernementales, aux membres d’EPSA et toutes les facultés de pharmacie d’Europe. En tant que document officiel de l’association, il communique ce que les étudiants en Pharmacie européens pensent d’un sujet spécifique.

## Projets

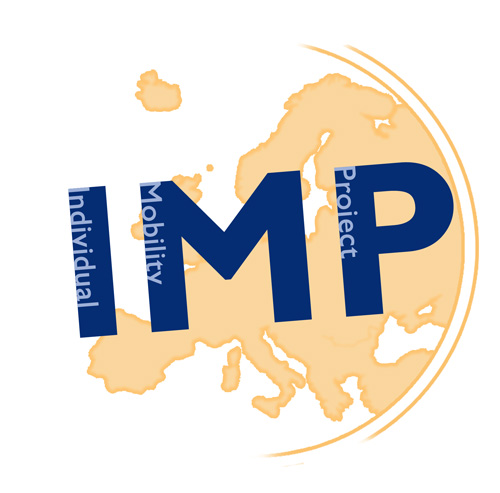
Individual Mobility Project logo

### Projet de mobilité individuelle
Le Projet de mobilité individuelle d’EPSA (Individual Mobility Project ou IMP) est un projet à long terme, qui donne l’opportunité aux étudiants en Pharmacie de tous les pays européens membres d’EPSA d’acquérir une expérience professionnelle ou de recherche dans de nombreux domaines de la profession pharmaceutique. Il est plus particulièrement destiné aux étudiants en fin de cursus, et aux jeunes diplômés en pharmacie ou sciences pharmaceutiques, jusqu'à deux ans après l'obtention du diplôme. Par conséquent, l’IMP représente l’opportunité unique d’acquérir des connaissances sur d’autres pays européens, leurs coutumes, leur culture ainsi que d’avoir un aperçu de la diversité européenne, qui sont des expériences encouragées par la Commission européenne.
Ce projet permet à l’étudiant ou au diplômé de faire un stage qui peut durer de 2 à 12 mois.

### Questionnaire annuel
Le thème du questionnaire annuel est choisi chaque année. Le questionnaire inclut un certain nombre de questions concernant tous les domaines relatifs à ce thème, et il est distribué par la suite à toutes les associations membres qui sont chargées de les transmettre à leurs étudiants. Les résultats du questionnaire sont ensuite présentés aux organisations professionnelles.

### Certificat de formation continue
Le certificat de formation continue (Lifelong Learning Certificate ou LLC) donne aux étudiants en pharmacie participant activement aux activités professionnelles et éducationnelles organisées ou promues par EPSA l’opportunité d’acquérir une reconnaissance concrète de ces activités. Il introduit également les principes importants de la formation continue à un stade précoce du développement de ces futurs professionnels de la santé, tout en établissant l’importance de documenter les activités professionnelles. Le certificat est accordé à ceux qui réussissent à obtenir 5 points de formation continue en un an (d’avril à mars). Les points peuvent être obtenus en participant aux activités éducationnelles des évènements EPSA ou en participant à un projet éducationnel à un niveau local, approuvé par EPSA.

### Camps de formation
Ce nouveau concept a été introduit en 2005. À travers les camps de formation, les connaissances des étudiants concernant les thèmes généralement non inclus dans le programme éducationnel classique en pharmacie (par exemple gestion de projet, communication, compétences en conseil) sont améliorées grâce aux formations proposées pendant les évènements d’EPSA. À un niveau plus avancé, les étudiants vont acquérir des compétences qui pourront leur permettre de former d’autres étudiants, diffusant ainsi ces connaissances à d’autres à un niveau local ou national. En 2009, un nouveau poste a été introduit dans l’équipe d’EPSA, dont la tâche principale est d’assurer l’organisation réussie de ces camps de formation – le chargé de mission Formation.

### Super-Duper Base de données d’EPSA
Ce projet vise à créer une base de données en ligne avec toutes les informations pertinentes sur EPSA et ses membres. Cette base de données sera disponible sur le site officiel d’EPSA et tous les étudiants en Pharmacie à travers l’Europe pourront y accéder. Elle contiendra des informations à propos des variations entre les différents cursus de Pharmacie en Europe (nombre d’années d’études, programme, etc.), la profession elle-même (liste des organisations pharmaceutiques existant dans chaque pays, institutions de santé, nombre de pharmaciens dans chaque pays, etc.) et aussi les caractéristiques principales du pays (devise, climat, coût de vie, etc.). Avec ce projet, EPSA pourra créer une plateforme sur laquelle les étudiants pourront trouver toutes les informations dont ils auront besoin à propos du pays dans lequel ils voudront faire l’expérience d’un projet de mobilité.
Toutes les informations collectées par l’équipe d’EPSA pendant son mandat seront sauvegardées et organisées sur cette base de données.

### Base de données des Alumni d’EPSA
Depuis la fondation d’EPSA, beaucoup d’étudiants ont dévoué une grande partie de leur temps à travailler pour l’association. Grâce à chacun d’entre eux, EPSA est aujourd’hui l’une des associations les plus respectées d’Europe. Le projet a pour objectif de faire le lien entre l’équipe d’EPSA actuelle et les membres des anciennes équipes, de façon à permettre à EPSA de grandir avec les conseils, l’expertise et le travail exemplaire de ces personnes. Ce projet offre l’opportunité de maintenir le contact avec tous les enthousiastes d’EPSA, et aussi de permettre aux alumni de conserver leur rapport bénéfique avec l’association, à laquelle ils ont consacré beaucoup de temps et d’énergie. EPSA est actuellement en train de contacter tous les alumni afin de rassembler leur expertise et les inclure dans la base de données des formations.
Ce projet vise à créer un weekend d’alumni pendant le Congrès annuel d’EPSA, une section sur le site officiel d’EPSA et également une plateforme en ligne avec toutes les informations importantes et pertinentes concernant les alumni – la Base de données des Alumni d’EPSA.

### Projet Pharmine
Le consortium Pharmine est né de la collaboration entre quatre universités (Bruxelles, Nancy, Londres et Lisbonne) qui sont membres de l’Association européenne des facultés de pharmacie (EAFP) et des associations partenaires de l’UE. Pharmine va examiner l’opportunité d’introduire les principes du processus de Bologne dans l’éducation en Pharmacie et de former dans le but d’orienter ce dernier vers les futurs besoins des trois principaux domaines d’expertise pharmaceutique : l’officine, l’hôpital et l’industrie. EPSA est un collaborateur majeur du consortium Pharmine, en l’aidant à atteindre son objectif : l’élaboration d’un programme de l’UE pour l’éducation en pharmacie, qui sera présenté à la Commission européenne, aux autorités nationales et aux corps professionnels nationaux de pharmacie.

### Projet Twinnet
Le projet Twinnet vise à établir un contact entre étudiants de pays différents tout en leur apportant des connaissances diverses pendant une période courte. L’équipe du projet mobilité inclut les Twin (échanges bilatéraux), Threen (échanges trilatéraux), les Quatrino et projets multi-échanges (échanges multilatéraux). Un thème Twinnet est choisi chaque année pendant l’assemblée générale et les secrétaires de liaison de pays différents sont responsables de faire le lien entre eux afin d’organiser cet échange parmi les associations nationales. Le vice-président Mobilité s’assure que le projet est entrepris correctement et aide les Secrétaires de liaison à trouver des bourses européennes afin de soutenir ces projets de mobilité.

### Monthly Question Overview
Le Monthly Question Overview est une lettre d’information publiée chaque mois par le vice-président Éducation et il présente une vue d’ensemble du travail effectué par les comités de travail. Les directeurs des comités de travail écrivent d’abord leur rapport d’activité mensuel, puis un compte rendu de 80 mots qui sera ajouté à cette vue d’ensemble afin de permettre à tous d’avoir connaissance du travail effectué le mois précédent. Le Monthly Question Overview est diffusé dans toute l’Europe à travers l’e-groupe EPSA News.

## EPSA dans l’Union européenne
L’Union européenne est plus qu’une confédération de pays, mais ce n’est pas un état fédérateur. En général, la politique de l’UE est le fruit de décisions prises par le triangle institutionnel constitué par le Conseil de l'Union européenne, le Parlement européen et la Commission européenne, tous basés à Bruxelles (le Parlement de l’UE tient également une réunion plénière chaque mois).
- Le Conseil de l'Union européenne, représentant les gouvernements nationaux, est le corps décisionnel principal de l’UE. Les états membres de l’UE se succèdent à la présidence du Conseil pour des périodes de six mois. Un ministre de chaque pays de l’UE participe à chaque réunion du Conseil.
- Le Parlement européen est le corps élu représentant les citoyens européens. Il supervise les activités de l’UE et prend part au processus législatif.
- La Commission européenne, un corps indépendant des gouvernements de l’UE qui défend l’intérêt collectif des européens, est le troisième organe du triangle institutionnel qui administre et dirige l’Union européenne. La Commission est assistée par un service civil constitué de 44 directions générales (DG) et services spécialisés.

Plus de 70 % des lois nationales sont basées sur des décisions prises à Bruxelles. Les citoyens de l’UE se rendent de plus en plus compte que leurs vies sont encadrées par les réglementations qui y sont établies. Les entreprises et associations de l’Union européenne reconnaissent davantage l’importance du lobbying à un niveau européen. Consécutivement, EPSA aussi, en tant qu’organisation non gouvernementale représentant les intérêts des étudiants en pharmacie, a réussi à obtenir un siège permanent à Bruxelles et à mettre en place un lobbying quotidien. Cela lui permet de promouvoir ses intérêts auprès des institutions européennes afin qu’elles prennent en compte l’opinion d’EPSA lorsqu’elles légifèrent.
EPSA maintient plusieurs réunions avec des officiels de la Commission européenne, plus particulièrement avec DG SANCO (Direction générale pour la Santé et la Consommation) et DG ENTR (Direction générale de l’Entreprise et l’Industrie) et des députés du Parlement européen (particulièrement du comité ENVI), afin de promouvoir la position d’EPSA quant à la pharmacovigilance et les soins pharmaceutiques.
Le fait d’être localisée à Bruxelles permet également à EPSA d’avoir la possibilité de rencontrer d’autres associations étudiantes basées tout comme elle dans la « capitale européenne ».

## EPSA-IPSF
La Fédération internationale des étudiants en pharmacie (IPSF) représente 350 000 étudiants en pharmacie et jeunes diplômés dans 75 pays à travers le monde. IPSF est la principale organisation défendant les intérêts des étudiants en pharmacie, elle est non gouvernementale, apolitique et areligieuse. Elle a pour objectif de promouvoir une santé publique améliorée à travers la diffusion d’informations, notamment sur l’éducation, la mise en place de réseaux et une gamme de publications et d’initiatives professionnelles.
EPSA et IPSF font signer un mémorandum d’entente tous les deux ans par leurs présidents respectifs. Dans ce mémorandum, on peut par exemple trouver un accord pour que les présidents de chaque association soient invités à l’une des réunions de bureau de l’autre association et que pendant au moins un jour de ce meeting, soit discutée la collaboration entre EPSA et IPSF. Ce document définit également des mesures permettant d’améliorer et de maintenir une communication permanente entre EPSA et IPSF – partage de publications, organisation d’évènements en collaboration, promotion des deux associations, etc.
EPSA et IPSF travaillent ensemble sur l’organisation du Symposium des Étudiants en Santé du Monde (World Healthcare Students’ Symposium - WHSS). En 2009, un jour éducationnel EPSA-IPSF a été organisé lors de l’Assemblée d’automne d’EPSA.